# Ізвестковий (Республіка Алтай)
Ізвестковий (рос. Известковый) — селище Майминського району, Республіка Алтай Росії. Входить до складу Усть-Мунинського сільського поселення.
Населення — 49 осіб (2015 рік).